# Лара, Рауль
Рауль Лара (исп. Raúl Rodrigo Lara Tovar; родился 28 февраля 1973 года в Мехико, Мексика) — мексиканский футболист, центральный полузащитник. Известен по выступлениям за мексиканскую «Америку». Участник чемпионата мира 1998 и Олимпийских игр 1996 года в Атланте.

## Клубная карьера
Лара родился в Мехико и начал свою карьеру в столичной «Америке». 19 сентября 1990 года в матче против «Веракрус», Рауль дебютировал в мексиканской Примере. В первых двух сезонах, он принял участие всего в трёх встречах и внёс небольшой вклад в выигрыш Межамериканского кубка в 1991 году. Начиная с 1992 года, Лара стал футболистом основного состава. В 1993 году Рауль в составе клуба во второй раз выигрывает Лигу Чемпионов КОНКАКАФ. Следующий трофей полузащитник выиграл только спустя десять лет в своем последнем сезоне в составе «Америки», Рауль стал чемпионом страны. За свою карьеру в столичном клубе Лара принял участие более чем 350 матчах и забил два мяча. Рауль входит в зал почёта и является одним из рекордсменов клуба.
В начале 2003 года Рауль перешёл в «Сан-Луис», в клубе он провёл полгода после чего подписал контракт с «Пуэблой». В новом клубе он провёл сезон 2003/04, а в следующем в составе команды второго дивизиона чемпионата Мексики, «Лобос БУАП», завершил свою карьеру.

## Международная карьера
11 января 1996 года в матче Золотого Кубка КОНКАКАФ против сборной Сент-Винсент и Гренадины, Лара дебютировал за сборную Мексики. Рауль выиграл этот турнир в составе сборной страны. В том же году он поехал в составе национальной команды на Олимпийские игры в Атланту.
В 1997 году Лара вместе с национальной сборной выиграл бронзовые медали Кубка Америки, а также принял участие в Кубке Конфедераций. В 1998 году он попал в заявку сборной Мексики на поездку во Францию на Чемпионат Мира. На турнире он принял участие в матчах против сборных Бельгии, Кореи и Германии. В 1999 году Рауль принял участие в своём последнем турнире, Кубке Америки, где он вновь завоевал бронзовые медали.

## Достижения
Клубные
 «Америка»
- Чемпионат Мексики по футболу — Верано 2002
- Межамериканский кубок — 1991
- Лига чемпионов КОНКАКАФ — 1992

Международные
 Мексика
- Золотой кубок КОНКАКАФ — 1996
- Золотой кубок КОНКАКАФ — 1998
- Участник чемпионата мира 1998 года
- Участник Олимпийских игр 1996 года